# Szabó Elemér (súlyemelő)
Szabó Elemér (Debrecen, 1937. április 23. − 2021. április 8.) Európa-bajnoki bronzérmes magyar súlyemelő, edző, sportvezető és közéleti személyiség. Korábbi versenyzőként és sportvezetőként Debrecen és Hajdú-Bihar megye súlyemelősportjának kiemelkedő egyénisége, szervezője és vezetője. A többszörös magyar bajnok sportoló az 1961-es súlyemelő-Európa-bajnokságon bronzérmet szerzett, valamint magának tudhat egy világbajnoki hatodik helyezést is. Később a DVSC edzőjeként, illetve a Hajdú-Bihar Megyei Súlyemelő-szövetség elnökeként dolgozott.

## Élete és pályafutása
1937-ben született. Kezdetben a tornász-, a labdarúgó-, valamint az akrobata-pályafutás érdekelte. A súlyemeléssel 1955-ben ismerkedett meg, majd egy évvel később, 1956-ban mint sportág kezdett el vele foglalkozni a Debreceni VSC csapatánál. 1961-ben 345 kilogrammos eredményével a harmadik helyet szerezte meg a Bécs városában megrendezett Európa-bajnokságon pehelysúlyban. Sportpályafutása során ezen kívül még több alkalommal szerzett magyar bajnoki címet, illetve elért egy világbajnoki hatodik helyezést is. Továbbá számos nemzetközi verseny sikeres szereplője volt sportolói pályája idején. Kezdetben még pehelysúlyban, később könnyűsúlyban, pályafutása végéhez érve pedig már váltósúlyban vett részt a különböző sportversenyeken.
Az aktív versenyzés befejezését követően 1977-ben a DVSC-DEAC csapatának edzőjévé nevezték ki. Ilyen jellegű munkássága alatt tanítványai közül többen értek el kiemelkedő eredményeket különböző felnőtt- és utánpótlásszinten megrendezett nemzetközi versenyeken. Ő indította ismét útjára a DVSC keretén belül korábban már megszüntetett súlyemelő-szakosztályt. Tanítványai összesen két második helyezést szereztek a 2007-ben megrendezett felnőtt magyar bajnokságon. Egyik legismertebb tanítványa a többszörös magyar bajnok Czinege Tamás. Több mint 20 éve tevékenykedik a Hajdú-Bihar Megyei Súlyemelő-szövetség elnökeként.
2007. október 18-án a debreceni képviselő-testület egyik ünnepi ülésén „a súlyemelésben elért kiemelkedő hazai és nemzetközi sportolói, edzői tevékenységéért, az utánpótlás-nevelésben betöltött jelentős szerepéért, közéleti munkásságáért” Hajós Alfréd-díjban részesítette. 2008. november 22-én, Hajdú-Bihar megye napján Ungai János mellett „fél évszázados versenyzői, sportvezetői és edzői tevékenységéért” a Hajdú-Bihar megyei önkormányzat által adományozott Kovács Pál-díjjal tüntették ki Berettyóújfaluban.

## Sikerei, díjai
- 2007: Hajós Alfréd-díj
- 2008: Kovács Pál-díj